# Es war einmal in Amerika
Es war einmal in Amerika (Originaltitel: Once Upon a Time in America) ist ein Gangster-Epos aus dem Jahr 1984. Es ist der letzte Film des Regisseurs Sergio Leone. Die Hauptrollen spielen Robert De Niro und James Woods. 
Die Handlung basiert teilweise auf dem autobiografischen Roman The Hoods von Harry Grey (ein Pseudonym von Herschel Goldberg). Greys Buch inspirierte Leone; er traf den Autor zum persönlichen Gespräch und kämpfte lange um die Filmrechte. Das Drehbuch machte schließlich nur wenige Anleihen (laut Leone allenfalls 20 %) am Roman.
Der Film erzählt in drei ineinander verwobenen Zeitabschnitten (1922, 1932/33 und 1968) die Geschichte einer Bande in New York. Sie gelangt durch Schutzgelderpressungen, gewaltsame Beseitigung von Konkurrenten und Alkoholschmuggel während der Alkoholprohibition in den Vereinigten Staaten zu schnellem Reichtum und zu Macht. Nach dem Ende der von 1920 bis 1933 geltenden Prohibition muss die Gruppe sich entscheiden, ob sie in großem Stil ins organisierte Verbrechen und in die politische Korruption umsteigt. Gier und Hochmut stellen die Freundschaft der Protagonisten auf die Probe – bis es zum Verrat kommt.
Weltweit existieren unterschiedliche Versionen des Films. Sie unterscheiden sich in der Länge und teilweise in der Erzählstruktur. Eine von Martin Scorsese in Auftrag gegebene digital restaurierte und 25 Minuten längere Fassung hatte am 18. Mai 2012 im Rahmen der Filmfestspiele von Cannes ihre Premiere.
Der Film gilt als dritter Teil der „Amerika-Trilogie“. Die ersten beiden Teile sind Spiel mir das Lied vom Tod (1968) und Todesmelodie (1971) über die Eroberung des Wilden Westens durch die Eisenbahngesellschaften und die Revolutionswirren in Mexiko. Die drei Filme weisen keine inhaltlich-historischen Bezüge untereinander auf.

## Handlung

### 1922
Der Jugendliche „Noodles“, eigentlich David Aaronson, lebt in einem jüdischen Viertel in der Lower East Side von New York City. Dort raubt er mit seinen gleichaltrigen Freunden Patrick „Patsy“ Goldberg, Philip „Cockeye“ Stein und Dominic Betrunkene aus und führt kleinere Auftragsarbeiten für den Kriminellen Bugsy aus. Seine Liebe zu Deborah, der Schwester seines Freundes „Fat Moe“ Gelly, wird zwar zart erwidert, Deborah strebt jedoch eine Karriere als Schauspielerin und Tänzerin an. Bei dem Vorhaben, einem betrunkenen Mann die Taschenuhr zu stehlen, kommt ihnen der ältere Maximilian Bercovicz zuvor. Schließlich jedoch wird ihnen die gestohlene Uhr von dem korrupten Polizisten des Viertels, Officer „Fartface“ Whitey, weggenommen. Noodles und Max freunden sich an.
Patsy stellt bei dem Versuch, die Gunst des Nachbarmädchens Peggy zu erlangen, fest, dass dieses der Gelegenheitsprostitution nachgeht. Zufällig beobachtet er Officer Whitey auf dem Weg zu Peggy, und es gelingt ihm und seinen Freunden, den Polizisten in flagranti beim Geschlechtsakt mit der minderjährigen Prostituierten zu fotografieren. Da sie nun den Polizisten in der Hand haben, erhält Max nicht nur die Uhr zurück, sondern sie haben ab nun – wie Bugsy und seine Bande – bei ihren illegalen Geschäften von dem Polizisten nichts mehr zu befürchten.
Am Pessach-Fest kommen sich Noodles und Deborah im Hinterzimmer von Gellys Restaurant näher. Als Max und Noodles sich im Hof treffen, werden sie von Bugsy und seinen Leuten überrascht und brutal zusammengeschlagen, weil sie Geschäfte auf eigene Rechnung gemacht haben. Als daraufhin der blutende Noodles an Deborahs Tür klopft, öffnet sie ihm diese nicht mehr und zeigt dabei ihre ganze Entschlossenheit.
Ins Geschäft mit Alkoholschmugglern kommen sie, als es ihnen gelingt, Ladungen so zu präparieren, dass sie nach dem Versenken im Wasser nach einiger Zeit wieder von selbst auftauchen. Das Versenken der Ladung wenden die Schmuggler bei Razzien der Polizei an, um durch fehlende Beweise einer Anklage zu entgehen. Die Ladungen werden mit Salzsäcken beschwert und mit luftgefüllten Bällen versehen. Die Bälle wirken als Auftriebskörper und befördern die wertvolle Fracht wieder an die Wasseroberfläche, nachdem sich das Salz im Wasser aufgelöst hat. Die Einnahmen aus den Geschäften der fünf Freunde werden in einem Bahnhofsschließfach aufbewahrt und der dazugehörige Schlüssel bei „Fat Moe“ hinterlegt. Als sie erneut mit Bugsy zusammenstoßen, schießt dieser auf sie und trifft dabei Dominic. Noodles stürzt sich auf den bewaffneten Bugsy und sticht mehrfach auf ihn ein, ebenso auf einen der herbeigeeilten Polizisten. Er wird verhaftet und zu einer zwölfjährigen Gefängnisstrafe verurteilt.

### 1932/33
Max holt den entlassenen Noodles direkt vom Gefängnistor ab. Noodles’ Freunde führen mittlerweile ein gut florierendes Speakeasy, in dessen Nebenräumen Peggy ein Edelbordell betreibt. Noodles ist an diesen Geschäften beteiligt, ohne bisher davon gewusst zu haben, da ihn keiner von seinen Freunden im Gefängnis besucht hatte.
Von den Minaldi-Brüdern aus Chicago erhalten sie den Auftrag, Diamanten bei einem Juwelier zu stehlen. Noodles vergewaltigt während des Überfalls eines der Opfer, die Angestellte Carol – die diese Behandlung allerdings genießt (sie hatte vorab bereits darum gebeten, er möge sie „endlich“ schlagen, nachdem er dies zuvor ablehnte). Sie wird später Max’ Freundin, als dieser sie bei Peggy wiedertrifft.
Bei der Übergabe der Beute wird Joe Minaldi getötet, wie es zuvor mit Frankie Minaldi abgesprochen wurde. Noodles, darüber nicht in Kenntnis gesetzt, reagiert verärgert und fährt das Auto in einen See.
Die Bande ist auch in das „Labor Racketeering“ eingestiegen; d. h. bei Arbeitskämpfen unterstützt sie Gewerkschaftsfunktionäre gegen die Schläger der Arbeitgeber. Letztere werden durch den Polizeichef persönlich unterstützt, der mit Polizeischutz Streikbrecher in eine bestreikte Fabrik eskortiert. Die Frau des Polizeichefs ist allerdings gerade Mutter geworden, und die Bande vertauscht auf der Säuglingsstation willkürlich die Neugeborenen untereinander. Da der Polizeichef seinen ersten Sohn – seine Frau hatte bis dahin nur Mädchen geboren – zurückhaben will, zieht er die Polizisten ab. Ob er wirklich seinen eigenen Sohn erhält, bleibt allerdings fraglich, da Patsy den Zettel mit den Nummern, auf dem sie die Tauschereien notiert hatten, in dem benutzten Arztkittel vergessen hatte.
Noodles umwirbt noch immer seine Jugendliebe Deborah und mietet für ein Treffen mit ihr ein ganzes Restaurant mit Orchester an. Das Abendessen verläuft sehr romantisch, bis sie ihm gesteht, dass sie am nächsten Tag nach Hollywood abreisen will. Auf der Rückfahrt nähert sich Deborah Noodles im Auto und küsst ihn scheu. Die Küsse werden heftiger, bis Noodles sie auf dem Rücksitz eines von einem Chauffeur gesteuerten Wagens vergewaltigt. Auch nach seinem ersten Höhepunkt lässt er nicht von ihr ab und vergeht sich weiter an ihr, bis der Chauffeur abrupt anhält und wortlos die Autotüre öffnet, woraufhin Noodles aussteigt und der Chauffeur Deborah alleine nach Hause fährt. Am nächsten Tag bei ihrer Abreise am Bahnhof sehen sich die beiden nur einen Augenblick durch das Außenfenster ihres Zugabteils.
Das Alkoholverbot steht kurz vor seiner Aufhebung, und damit versiegt die wichtigste Einnahmequelle der Bande. Sharkey, ein ins Labor Racketeering verstrickter Politiker, versucht die Bande für die Politik zu gewinnen; Noodles lehnt das jedoch ab und reist mit Max und ihren Geliebten Carol und Eve nach Florida, wo Max einen Raubüberfall auf die Federal Reserve Bank of New York plant.
Noodles ist besorgt über diesen Plan und ruft – auf Anraten von Carol – während der „Beerdigungsfeier der Prohibition“ die Polizei an, um einen anonymen Tipp über eine letzte geplante Alkoholschmuggelfahrt zu geben. Aber anstatt nur verhaftet zu werden, kommen scheinbar alle Bandenmitglieder außer Noodles um, sein bester Freund Max verbrennt dabei, nachdem er von den Polizisten niedergeschossen wurde. Nachdem Noodles das ungewollte Ergebnis seines Verrats gesehen hat, zieht er sich in eine Opiumhöhle zurück, um mit seinen Schuldgefühlen fertigzuwerden (mit dieser Szene und Noodles’ Opium-induziertem Grinsen endet der Film). Er wird von Auftragsmördern verfolgt, welche seine Freundin Eve töten und Moe fast zu Tode prügeln, um herauszufinden, wo Noodles ist (mit diesen beiden Szenen beginnt der Film); er kann ihnen knapp durch einen Hinterausgang entkommen und flieht zu Moe, doch dessen Kneipe ist geschlossen. Er betritt die Kneipe über einen Hintereingang, in dem damals auch die Speakeasy-Einrichtung untergebracht war, und kann so einen der Auftragsmörder überraschen und erschießen und rettet Moe das Leben. Als er vom Tod von Eve erfährt, will er flüchten, nimmt den Schlüssel für das Schließfach mit und stellt dann fest, dass das Geld der Bande bereits aus dem Schließfach genommen wurde und nur noch ein Koffer mit Zeitungspapier im Fach steht. Er verlässt mit seinem letzten Geld New York und lebt fortan unter einer anderen Identität.

### 1968
Nach langen Jahren erreicht Noodles in seinem selbst gewählten Exil überraschend ein Brief aus New York, der ihn auffordert, zurück in die Stadt zu kommen. Es geht um die angebliche Umbettung seiner drei Freunde von dem alten jüdischen Friedhof. Zudem bekommt er eine Einladung zu einer Feier des Senators Bailey. Noodles besucht Moe in dessen Gaststätte und beide stellen fest, dass nicht sie es waren, die das Geld damals aus dem Schließfach an sich genommen haben. Moe hatte den Brief der Gemeinde hinsichtlich der Umbettung seiner Verwandten acht Monate zuvor bekommen. Noodles erkennt, dass seine wahre Identität aufgeflogen ist und er sich seiner Vergangenheit stellen muss.
Im Mausoleum des jüdischen Friedhofes, wo seine verstorbenen Freunde bestattet sind, entdeckt Noodles an der Wand eine Gedenktafel mit der Aufschrift: „Errichtet zum ewigen Gedenken von ihrem Freund und Bruder David Aaronson ‚Noodles‘ 1967“. Darunter befindet sich ein weiterer Schlüssel eines Bahnhof-Schließfachs mit einem Koffer voller Geld und dem Vermerk „Vorschuss für deinen nächsten Auftrag“. Moe rät Noodles dazu, mit dem Geld zu verschwinden und sich nicht weiter um diese Angelegenheiten zu kümmern.
In den Fernsehnachrichten wird über den sogenannten „Bailey-Skandal“ berichtet. Gegen Senator Bailey wird wegen Korruption ermittelt, und der ermittelnde Staatsanwalt wurde durch eine Autobombe getötet. Aufgrund der Anschuldigungen und Verwicklungen soll Bailey nun vor einem Untersuchungsausschuss erscheinen.
Noodles besucht Carol, die Exfreundin von Max, und sie sprechen über die alten Zeiten. Carol ist überzeugt, dass Max damals lieber sterben wollte, um nicht wie sein Vater in einer Irrenanstalt zu enden. Dies erscheint schlüssig, weil die beiden Freunde nur einmal ernsthaft miteinander in Streit gerieten, als Noodles Max in einem Streit um den geplanten Raubüberfall auf die Federal Reserve Bank of New York banal erwidert, Max sei ja wahnsinnig. Schließlich soll Max es am „letzten Abend der Prohibition“ gewesen sein, der das Feuer auf die Polizei eröffnet habe, nur um selbst in dem Gefecht umzukommen. Bei dem Besuch entdeckt Noodles seine Jugendliebe Deborah auf einem Foto, auf der die Stiftung von Staatssekretär Bailey zu sehen ist.
Noodles recherchiert weiter über Bailey und findet heraus, dass dieser eine Beziehung mit Deborah hatte. Er besucht das Theaterstück Antonius und Cleopatra, in dem Deborah die weibliche Hauptrolle spielt. Nach der Aufführung sucht er sie in ihrer Garderobe auf. Die Schauspielerin ist ihm gegenüber reserviert und leugnet zunächst, Bailey zu kennen. Anschließend bittet sie Noodles, die Party von Bailey auf Long Island nicht zu besuchen. Gegen Deborahs Willen trifft Noodles auf ihren Sohn David, der somit auch Baileys Sohn ist und dessen Aussehen ihn sehr an den jungen Max erinnert. Nun beschließt er, gegen den Rat von Deborah und Moe, erst recht auf die Party zu gehen, wissend, dass Bailey und Max identisch sind. Er bricht auch mit Deborah, weshalb sie zur „Salzsäule“ erstarrt.
Während der Party trifft er auf Staatssekretär Bailey, den totgeglaubten Max. Noodles begreift allmählich die Zusammenhänge: Mit dem letzten Alkoholschmuggel stellte Max 1933 Noodles eine Falle und brachte ihn dazu, Verrat an seiner Bande zu begehen. Nach einer von ihm eingefädelten Schießerei mit der korrupten Polizei täuschte Max seinen eigenen Tod mit Hilfe einer verbrannten Leiche nur vor. Er nahm den Tod seiner Freunde in Kauf, stahl das Geld der Bande und erhielt eine neue Identität. Später machte er als Staatssekretär Karriere, gewann Noodles’ Jugendliebe für sich und lebte jahrelang mit ihr zusammen. Der vermeintliche Verräter Noodles, der sich 35 Jahre lang Vorwürfe wegen des Todes seiner Freunde machte, erweist sich nun selbst als Opfer eines Verrats.
Während des letzten Gesprächs der beiden redet Noodles Max stets distanziert mit „Mister Bailey“ an (in der deutschen Synchronisation siezt er ihn), deutlich machend, dass für ihn sein ehemaliger Freund Max damals starb und Bailey für ihn nur ein Fremder ist. Die Situation scheint zu eskalieren, als Noodles ihm erneut attestiert, wahnsinnig zu sein. Aus Reue gegenüber dem betrogenen Noodles, dem er das Geld und die Freundin nahm, und in Anbetracht seiner inzwischen aussichtslosen politischen Lage sowie aus Furcht vor der Ermordung bittet Max seinen früheren Freund Noodles darum, ihn zu erschießen. Noodles lehnt ab und wünscht Staatssekretär Bailey Glück für das Untersuchungsverfahren, so dass sein Lebenswerk nicht im Müll endet. Dann verlässt er das Anwesen.
Auf der Straße angekommen, passiert er ein parkendes Müllfahrzeug, das sich langsam wie ein drohendes, schwarzes Monstrum in Bewegung setzt. Max erscheint und folgt dem Müllwagen, der Noodles’ Blick auf ihn verdeckt und nun knirschende Geräusche von sich gibt. Verblüfft registriert Noodles Max’ Verschwinden und starrt auf die rotierenden Klingen im Heck des davonfahrenden Fahrzeugs. Als Anspielung auf Noodles’ verlorene 35 Lebensjahre trägt der Müllwagen die Nummer 35, was wohl darauf schließen lässt, dass Max ihn bestellt hat. Max’ Schicksal bleibt somit ungewiss; aber es scheint, als habe er sich selbst in das Müllfahrzeug geworfen, um von den Klingen zerrissen zu werden. Noodles sinniert, während eine ausgelassene Partygesellschaft in Autos aus den Dreißigerjahren an ihm vorbeizieht.
(In der Abschlussszene – wie auch einige andere Zeitsprünge des Filmes deutbar als Erinnerung – geht Noodles 1932/33 in die dem chinesischen Theater angeschlossene Opiumhöhle, raucht eine Opiumpfeife … und grinst. Es bleibt offen, ob die Ereignisse real waren oder was im Lauf des Films Realität war und was lediglich in seinen Vorstellungen im Opiumrausch stattfand.)

## Synchronisation
Es existieren zwei deutsche Synchronfassungen. Die erste entstand bei der Berliner Synchron. Ottokar Runze schrieb das Dialogbuch und führte Regie. Die zweite entstand bei der Blackbird Music – Musik- und Filmsynchron Produktion GmbH, Berlin. Das Dialogbuch von Runze wurde wiederverwendet und Thomas Danneberg führte Regie.
| Figur                                             | Darsteller         | Deutscher Sprecher       | Deutscher Sprecher (DVD 2003) |
| ------------------------------------------------- | ------------------ | ------------------------ | ----------------------------- |
| David „Noodles“ Aaronson                          | Robert De Niro     | Joachim Kerzel           | Christian Brückner            |
| junger „Noodles“                                  | Scott Tiler        | Andreas Fröhlich         | Hannes Maurer                 |
| Maximilian „Max“ Bercowicz/ Staatssekretär Bailey | James Woods        | Horst Buchholz           | Bernd Vollbrecht              |
| junger Max                                        | Rusty Jacobs       | Benjamin Völz            | Marius Clarén                 |
| David Bailey                                      | Rusty Jacobs       | ?                        | Simon Jäger                   |
| Deborah Gelly                                     | Elizabeth McGovern | Anita Lochner            | Ranja Bonalana                |
| junge Deborah Gelly                               | Jennifer Connelly  | Bianca Krahl             | Giuliana Jakobeit             |
| Frankie Minaldi                                   | Joe Pesci          | Rolf Schult              | Bodo Wolf                     |
| Joe Minaldi                                       | Burt Young         | Michael Chevalier        | Ernst Meincke                 |
| Carol                                             | Tuesday Weld       | Traudel Haas             | Andrea Aust                   |
| Jimmy O’Donnell                                   | Treat Williams     | Ulrich Gressieker        | Johannes Berenz               |
| Polizeichef Vincent Aiello                        | Danny Aiello       | Horst Schön              | Hans-Jürgen Wolf              |
| Chicken Joe                                       | Richard Bright     | Joachim Kemmer           | Charles Rettinghaus           |
| Patrick „Patsy“ Goldberg                          | James Hayden       | Volker Brandt            | Uwe Büschken                  |
| junger Patsy                                      | Brian Bloom        | ?                        | Nico Sablik                   |
| Philip „Cockeye“ Stein                            | William Forsythe   | Joachim Tennstedt        | Peter Flechtner               |
| Eve                                               | Darlanne Fluegel   | ?                        | Arianne Borbach               |
| „Fat Moe“ Gelly                                   | Larry Rapp         | Gerd Duwner              | Tobias Meister                |
| junger „Fat Moe“ Gelly                            | Mike Monetti       | ?                        | Filipe Pirl                   |
| Officer „Fartface“ Whitey                         | Richard Foronjy    | Friedrich Georg Beckhaus | Eberhard Prüter               |
| Sharkey                                           | Robert Harper      | Norbert Gescher          | Till Hagen                    |
| Van Linden                                        | Dutch Miller       | Andreas Hanft            | Klaus Sonnenschein            |
| Crowning                                          | Gerard Murphy      | Friedrich W. Bauschulte  | Klaus Jepsen                  |
| Bugsy                                             | James Russo        | Stefan Krause            | Dennis Schmidt-Foß            |
| Dominic                                           | Noah Moazezi       | Simon Jäger              | Adrian Kilian                 |
| Peggy                                             | Amy Ryder          | Andrea Brix              | Philine Peters-Arnolds        |
| junge Peggy                                       | Julie Cohen        | Maud Ackermann           | Marie-Luise Schramm           |
| Mutter von Peggy                                  | Estelle Harris     | ?                        | Sonja Deutsch                 |
| Reporter                                          | Baxter Harris      | Hans-Jürgen Wolf         | Gerald Paradies               |

## Kritiken
Der Film wurde erst nach dem Tod von Sergio Leone von Filmkritikern international geschätzt. Der komplexe und mit 30 Millionen US-Dollar hoch budgetierte Stoff, an dem Sergio Leone fast zehn Jahre lang arbeitete, fand bei seinem Erscheinen kein Publikum, wurde umgeschnitten und gekürzt, ohne dass sich der Erfolg einstellte.
Der Film erhielt überwiegend positive Kritiken und erreichte bei Rotten Tomatoes eine Bewertung von 87 %, basierend auf 55 Kritiken.

„Amerika-Epos von ausufernder Pracht, klassischem Format und mythischer Wucht.“

Die Filmbewertungsstelle Wiesbaden gab dem Film das Prädikat „besonders wertvoll“. In der Begründung des FBW-Gutachtens heißt es u. a.:

„Ein Gangster-, ein Actionfilm, der seinen Gestalten fast mythische Größe zuschreibt; eine Fabel, die an Gangstern die Frage von Freundschaft und Verrat, von menschlicher Integrität abhandelt. Und dabei in einem weiten Bogen den Zeitraum von rund 50 Jahren umspannt, ihn immer wieder durch Überblenden assoziativ und faszinierend auf das augenblickliche Geschehen bezieht. Fast vier Stunden Film voller Spannung in der Handlung, voller Spannung auch durch die menschlichen Beziehungen.“

„[…] langsame, aber nie langweilige Studie über Gangsteraktivitäten in New York […] Geschichte zweier Jungen, überragend dargestellt von Robert De Niro und James Woods […]“

## Fassungen
Von Es war einmal in Amerika existieren mehrere Schnittfassungen, frühere VHS-Ausgaben sind häufig gekürzt.
- Europäische Kinofassung: 220 Min. (DVD) / 229 Min. (Blu-ray Disc)
- Extended Director’s Cut: 251 Min.
- US-Kinofassung: 139 Min.
- VHS-Veröffentlichungen: 218 / 160 / 200 Min.
- Originalfassung: 269 Min. (unveröffentlicht)

### Altersfreigaben
Die europäische Kinofassung war in Deutschland zunächst ab 18 Jahren freigegeben, die stark gekürzte VHS-Version hatte eine Freigabe ab 16 Jahren. Für die DVD-Veröffentlichung wurde der Film von der FSK 2003 neugeprüft und in der ungeschnittenen Fassung ab 16 Jahren freigegeben. Der Extended Director’s Cut erhielt diese Freigabe 2014 ebenfalls.

## Alternative Versionen
In Europa wurde stets die Originalversion mit ihren Zeitsprüngen gezeigt. Für die USA existierte eine zusätzliche Variante ohne Zeitsprünge, die dem dortigen Publikum das Verständnis erleichtern sollte. Da das Filmmaterial jedoch nie auf eine chronologische Erzählung der Geschichte ausgelegt war, mussten sehr viele Szenen geschnitten werden, und Figuren werden in völlig anderer Weise eingeführt und erklärt, als es in der Originalversion beabsichtigt war.

### Die nie gefilmte Eröffnungsszene
Ursprünglich sollte der Übergang von 1933 nach 1968 noch kunstvoller dargestellt werden, aber schließlich stellte sich die Szene als sehr komplex heraus und hätte auch finanziell den Rahmen des Budgets gesprengt, da Leone diese Sequenz in einer Einstellung (ohne Schnitt) drehen wollte. Aus dem Originaldrehbuch:

„Man sieht Noodles in einem 1933er Truck an einem Gleis stehen. Im Hintergrund ist eine weite Naturlandschaft. Man hört das Geheule der Räder eines Zuges und das laute Geschrei der Pfeife. Es ist ein Zug auf dem Weg von Detroit nach New York, der von links nach rechts durch das Bild fährt. Die Sicht über die Gleise ist von der Lokomotive, dem Tender und den Waggons versperrt – Waggon nach Waggon ist beladen mit 1933er Fords. Dann kommt ein weiterer Zug von der anderen Seite. Der Zug fährt weiter vorbei, aber die Waggons sind nicht mehr mit 1933er Fords beladen. Es sind 1968er-Fabrikate in rosa, türkis und smaragdgrün geworden, die den Titel verkünden, der auf dem Bildschirm erscheint: ES WAR EINMAL IN AMERIKA. Der Zug und seine Geräusche verschwinden, und die Schranken erheben sich. Aber wir starren nicht mehr auf eine offene Naturlandschaft. Stattdessen sehen wir eine endlose Reihe von Hochhäusern. Man sieht Noodles nun nicht mehr in einem 1933er Truck sitzen, sondern in einem 1960er Chevy. Noodles 35 Jahre später …“

### Unveröffentlichte Szenen
Das Originaldrehbuch, das im Oktober 1981 vollendet war, hatte eine Länge von 317 Seiten und bis zu sieben Autoren waren an der Erarbeitung des Drehbuchs beteiligt.
Nach Drehende hatte Leone ungefähr 8 bis 10 Stunden Filmmaterial. Mit seinem Filmeditor Nino Baragli schnitt Leone dieses auf ungefähr 6 Stunden zusammen und wollte den Film in zwei dreistündigen Teilen veröffentlichen. Die Produzenten lehnten dies ab (teilweise wegen des kommerziellen Misserfolges von Bertoluccis Zweiteiler 1900), und Leone war gezwungen, seinen Film weiter zu kürzen. Daraus ergab sich ein vollständiger (d. h. synchronisierter, geschnittener und mit Musik unterlegter) Film von 220 Minuten (PAL).
Leone sagte, er hätte den Film „zwischen vier Stunden zehn Minuten und vier Stunden fünfundzwanzig Minuten“ (d. h. 250 bis 265 Minuten) als ideal angesehen und dass so ein Schnitt hauptsächlich dazu gedient hätte, Szenen wiederherzustellen, die die Beziehungen von Noodles zu Frauen erläutern. Sicherlich wäre hierdurch die Vergewaltigung sowohl beim Juwelendiebstahl als auch im Auto durch Noodles’ Verhaltensmuster deutlicher erklärt worden und nicht so überraschend gewesen.
Szenen, die nicht in der Kinofassung erschienen:
- Der junge Noodles kehrt zu seiner Mietwohnung zurück, entdeckt seine Eltern beim Gebet, und kein Abendessen steht auf dem Tisch. Als seine Eltern ihn als „gottlos“ beschimpfen, erwidert Noodles, dass Geld sein Gott sei.
- Eine kurze Szene in der Sequenz 1921, die den lokalen Gangsterboss Bugsy (James Russo) und seine Gang zeigt, wie sie von der Polizei wegen des Alkoholschmuggels verhaftet werden, während Noodles und seine Gang zusahen. Dies würde direkt vor dem Treffen der Gang mit den Brüdern Capuano am Hafen stattfinden. Die Hauptbedeutung dieser Szene wäre, zu begründen, warum die Gang von Noodles mit den Capuanos arbeitet. Dialoge aus dieser Szene deuten an, dass Bugsy mit ihnen gearbeitet hatte, aber weil er und seine Schläger jetzt im Gefängnis sind, haben Noodles und seine Freunde seinen alten Job übernommen.
- Aufnahmen von einer schwarzen Limousine, die Noodles beschattet.
- Ein ominöser Müllabfuhrwagen, der als eine Verbindung zwischen 1933 und 1968 dient.
- Kurz vor dem Treffen mit Noodles streitet sich Staatssekretär Bailey mit Jimmy O’Donnell über die Veruntreuung von Geldern aus der Pensionskasse der Gewerkschaft. Dabei wird erläutert, wie O’Donnell und seine Gewerkschaft am „Bailey-Skandal“ und den Morden beteiligt waren. O’Donnell nötigt Bailey, später Selbstmord zu begehen, im Gegenzug dürfe er einen Anteil von 12 % auf seinen Sohn überschreiben und diesen so finanziell absichern. Andernfalls würde er sie beide ermorden. Demnach begeht Bailey nach seinem Treffen mit Noodles Selbstmord, indem er sich in den Abfallhäcksler des Müllautos wirft, da er verhindern möchte, dass die Auftraggeber seines Selbstmordes sich unter die Trauergäste mischen können (im Extended Cut von 2012 enthalten).
- Eine als Opiumtraum begründete Rückblende von Noodles und der jugendlichen Gang.
- Szenen mit Louise Fletcher als Direktorin des Riverdale-Friedhofes (im Extended Cut von 2012 enthalten).
- Noodles’ erstes Treffen mit Eve und viele andere triviale Szenen mit Eve. In dem Originaldrehbuch geschieht dies nach seiner Vergewaltigung von Deborah (die bei Nacht bzw. am frühen Morgen geschieht). Ein sehr betrunkener Noodles trifft Eve in einer Speakeasy, geht mit ihr ins Bett und nennt sie „Deborah“ (im Extended Cut von 2012 enthalten).
- Szenen von Noodles, wie er Deborah in einem Nachtclub beobachtet, als diese in einer Busby-Berkeley-Musical-Szene auftritt, gerade vor ihrer Verabredung, sowie Szenen von Shakespeares Antonius und Cleopatra (Die Bildergalerie der DVD enthält ein Bild von Elizabeth McGovern, gekleidet als Kleopatra, eine Schlange in der Hand haltend.) (im Extended Cut von 2012 enthalten).
- Eine Szene, die Noodles beim Gespräch mit dem Chauffeur vor der Verabredung mit Deborah zeigt. Die beiden streiten darüber, wie jüdische Gangster von bürgerlichen Juden wahrgenommen werden – dies zeigt die Kluft zwischen den beiden Figuren. Die Szene wurde auf Wunsch des Produzenten Arnon Milchan geschnitten, der den Chauffeur verkörperte. Er war der Meinung, dass seine Figur keine bedeutende und erkennbare Rolle im Film haben sollte und die Leute nur eine große Sache aus seinem Auftritt machen würden (im Extended Cut von 2012 enthalten).
- Eine lange Szene, die Police Chief Aiello (Danny Aiello) und dessen Verwicklung mit den Streikbrechern zeigt (einiges vom Dialog der Szene wurde nochmals im kurzen Interview mit Aiello auf den Stufen der Polizeiwache aufgearbeitet). Als eine Fortsetzung dazu gibt es eine Szene, in der die Gang die berühmte Babytauschaktion mit dem krummen Politiker Sharkey (Robert Harper) plant. Noodles will Aiello töten, wird aber von Max und Sharkey davon abgebracht.
- Eine kurze Szene während des Urlaubs von Noodles, Max, Carol und Eve in Florida, in der ein Rettungsschwimmer, der von der Aufhebung der Prohibition gehört hat, eine Flasche Alkohol aus dem Sandstrand gräbt und diese durstig trinkt.
- Eine ältere Carol (Tuesday Weld), die Noodles offenbart, dass Eve Syphilis hatte. Im Originaldrehbuch erzählt Carol in dieser Szene (sie liegt vor der Federal Reserve Bank; zwischen der oben beschriebenen Strandszene und Carols und Noodles’ Szene) Noodles auch Details von Eves Tod: „Oh, wie sie wartete, aber du bist nie aufgetaucht … Sie machte die Fenster zu und schloss die Tür ab und niemand störte, um nach ihr zu sehen. Sie war die ganze Zeit da drin, mit ihren kleinen Kapseln … es war niemand beim Begräbnis außer mir“ (Der letzte Teil dieser Szene ist vielleicht sogar nie gefilmt worden, weil der Tod von Eve im Film ganz anders geschildert wird.).

Diese Szenen wurden alle gedreht, und das Filmmaterial existiert immer noch. Aber es ist in einem vollkommen unbearbeiteten Zustand, ungeschnitten und nicht synchronisiert. Leone und sein Editor wollten diese Szenen für eine spätere Veröffentlichung vollenden, aber dies wurde durch den Tod Leones verhindert.

### Fälschlicherweise vermutete Szenen und Versionen
Es gab Gerüchte über eine längere Version, die im italienischen Fernsehen erschienen sein soll, aber nach Christopher Fraylings Buch Something To Do With Death sind diese Gerüchte falsch. Die bis 2012 längste Version ist die 220-Minuten-Version (PAL), die 1984 in Cannes außer Konkurrenz gezeigt wurde und mittlerweile auf DVD und Blu-ray verfügbar ist.
Viele Leute nehmen an, dass Joe Pescis kurzer zweiter Auftritt Teil einer längeren Szene war. In dem Originaldrehbuch dient dieser Auftritt nur dazu, Max’ weitergehende Verwicklung mit dem Zusammenschluss zu begründen. Andere glauben auch, dass mehrere zusätzliche Szenen mit der Figur Pescis gefilmt wurden, aber das Originaldrehbuch zeigt, dass dieses Gerücht falsch ist. Der Grund, warum Pesci, ein Schauspieler mit großem Namen, in so einer relativ kleinen Rolle besetzt wurde, war, dass ihm die Rolle von Max versprochen worden war, für die Leone dann aber Woods bevorzugte. Als Gefallen gegenüber De Niro erlaubte Leone Pesci, eine Rolle von mehreren verfügbaren auszuwählen, und Pesci wählte die Rolle von Frankie.
Viele nehmen auch an (einschließlich Filmkritiker Richard Schickel, der den Audiokommentar der DVD übernahm), dass die Szene der fliegenden Frisbeescheibe Teil einer längeren Sequenz war. Leone-Biograph Christopher Frayling hat hierfür eine andere Interpretation:
„Es ist ein so intelligenter Moment, als Robert De Niro da entlang geht und ein Frisbee kommt über seinen Kopf und eine Hand erscheint, die die Hand von James Woods wird, die einen Koffer aufhebt. Es ist wie die Szene in 2001: Odyssee im Weltraum von Stanley Kubrick, als der Knochen sich in ein Raumschiff verwandelt. 5000 Jahre menschlicher Geschichte in zwei Bildern.“
Während die erste Drehbuchfassung noch viel mehr Betonung auf dem Gewerkschaftsplot hatte, wurde dies in der überarbeiteten Fassung sehr stark reduziert. Allerdings gibt es kaum so viele entfernte Gewerkschaftsszenen, wie viele Leute glauben.
Während der Entstehung kam es zu beträchtlichen Kontroversen über den Schnitt. Christopher Frayling sagte 1997: „Leone hat alles in diesen Film gesteckt. Sein ganzes Leben war da drin.“

## Filmmusik
Die Filmmusik zu Es war einmal in Amerika stammt von Leones favorisiertem Komponisten Ennio Morricone. Die meisten Stücke waren bereits entstanden, bevor die Szenen gedreht wurden. Deborah’s Theme war ursprünglich für einen anderen Film aus den 1970er Jahren geschrieben, aber abgelehnt worden.
1. Once Upon a Time in America (2:12)
2. Poverty (3:35)
3. Deborah’s Theme (4:23)
4. Childhood Memories (3:21)
5. Amapola (5:19)
6. Friends (1:33)
7. Prohibition Dirge (4:18)
8. Cockeye’s Song (4:19)
9. Amapola, Pt. 2 (3:06)
10. Childhood Poverty (1:43)
11. Photographic Memories (1:00)
12. Friends (1:22)
13. Friendship and Love (4:13)
14. Speakeasy (2:21)
15. Deborah’s Theme-Amapola (6:13)

Neben der Musik von Morricone sind auch einige andere Songs zu hören, wie zum Beispiel:
- Irving Berlin – God Bless America
- The Beatles – Yesterday
- Joseph LaCalle – Amapola
- Gioachino Rossinis Ouvertüre – Die diebische Elster
- George Gershwin – Summertime
- Cole Porter – Night and Day
- Traditional – St. James Infirmary

Die Filmmusik wurde 1984 von Mercury Records als Album veröffentlicht. 1998 erschien eine CD-Neuauflage mit vier Bonustracks:
1. Suite from Once Upon a Time in America (13:32)
2. Poverty (Temp. Version) (3:26)
3. Unused Theme (4:46)
4. Unused Theme (Version 2) (3:38)

## DVD- und Blu-ray-Veröffentlichung
Der Film wurde in Deutschland erstmals im Jahr 2003 auf DVD veröffentlicht. Diese Fassung enthielt im Vergleich zu diversen Ausstrahlungen im Fernsehen wieder die Intermission, ansonsten jedoch keine weiteren Szenen, die in der deutschen Kinoversion von 1984 fehlten. Obwohl eine vollständige Synchronisation vorlag, entschied man sich, den Film für die DVD-Veröffentlichung neu zu synchronisieren. Robert De Niro wurde in dieser Version von seiner bekannten deutschen Synchronstimme Christian Brückner synchronisiert, während diese Rolle 1984 noch von Joachim Kerzel, der bis heute gültigen deutschen Stimme von Jack Nicholson, gesprochen wurde. Trotz Kritik in diversen Zuschauerforen an der neuen Synchronfassung, die unter anderem auch inhaltlich an diversen Stellen von der ursprünglichen abweicht, sowie einer erfolgreichen Online-Petition, die für eine Berücksichtigung der alten Synchronfassung bei der erneuten Veröffentlichung des Films auf DVD und Blu-ray im Jahr 2013 eintrat, wurde die originale deutschsprachige Tonspur bislang nicht wieder veröffentlicht.
Die von Martin Scorsese vorgenommene Restaurierung des Films, erstmals auf Basis eines 4k-Masters am Cannes Film Festival 2012 vorgeführt, erschien 2013 erstmals in Italien auf Blu-ray. Da nur eine Disc benutzt wurde, litt die Veröffentlichung unter zu starker Bildkompression, Kenner waren entrüstet. Im Oktober 2014 war der sogenannte „Extended Cut“ unter anderem in den USA, Großbritannien und Deutschland auf Blu-ray erstmals erhältlich in einer Version, die der Erstpräsentation durch Sergio Leone am nächsten kommt. Die Laufzeit beträgt 251 Minuten.

## Auszeichnungen und Nominierungen
- Golden Globe Award 1985
  - Nominiert für Beste Regie
  - Nominiert für Beste Filmmusik
- Japanese Academy Award
  - Ausgezeichnet als Bester fremdsprachiger Film
- British Academy Film Award
  - Ausgezeichnet für die Beste Filmmusik
  - Ausgezeichnet für das Beste Kostüm
  - Nominiert für die Beste Nebendarstellerin (Tuesday Weld)
  - Nominiert für die Beste Regie
  - Nominiert für die Beste Kamera
- Nastro d’Argento (Italien)
  - Ausgezeichnet für die Beste Regie
  - Ausgezeichnet für das Beste Szenenbild
  - Ausgezeichnet für die Beste Kamera
  - Ausgezeichnet für die Beste Filmmusik
  - Ausgezeichnet für die Besten Spezialeffekte
- Kinema Junpo Award
  - Ausgezeichnet als Bester fremdsprachiger Film
- Los Angeles Film Critics Association Award
  - Ausgezeichnet für die Beste Filmmusik
- Sant Jordi Award
  - Ausgezeichnet für den Besten fremdsprachigen Darsteller (Robert De Niro)